# ワンダーフォーゲル (曲)
「ワンダーフォーゲル」は、ロックバンド・くるりの6枚目のシングル。2000年10月18日発売。発売元はSPEEDSTAR RECORDS。3rdアルバムである『TEAM ROCK』に収録。

## 概要
- 原曲ができた段階ではオーソドックスな8ビートのロックナンバーであったが、新しい機材を購入したことにより打ち込み系のアレンジをすることになった。
- 富士山麓のスタジオで、メンバーで3日間かけリミックスするも思うようにいかずエンジニアの高山徹にリミックスを依頼しシングルに収録される形となった。
- プロモーションビデオはハンディカムで撮られたものである。もともと一度別のPVが撮られていたがメンバーは気に入らず、制作費0円で撮り直した。別バージョンのPVは『言葉にならない、笑顔を見せてくれよ』の初回限定盤に付属されている『言葉にならないDISC』に一部が収録されている。
- ライブではバンドサウンドにアレンジされたものがよく演奏される。またナンバーガールもワンダーフォーゲルをカバーしてライブで歌っていた。

## 収録曲
作詞・作曲は岸田繁。
1. ワンダーフォーゲル
2. サマースナイパー
3. 箱根ワンダー 〜ワンダーフォーゲルRemix〜
「ワンダーフォーゲル」のリミックス・ヴァージョン。
4. ノッチ5555
初回限定盤のみ収録。